# ترجمة بكتيرية
الترجمة البكتيرية هي العملية التي يتم بها ترجمة الحمض النووي رسول إلى البروتينات في البكتيريا.

## بدء
10- ينطوي بدء الترجمة في البكتيريا على تجميع مكونات نظام الترجمة، وهما: الوحدات الفرعية للريبوزومات (50S و 30S)؛ الميرنا ناضجة أن يترجم; واتهم الحمض الريبي النووي النقال مع N-فورسيل ميثيونين (الأحماض الأمينية الأولى في الببتيد الوليدة); جوانوسين ثلاثي الفوسفات (GTP) كمصدر للطاقة، وثلاثة عوامل بدء بدائي النواة IF 1، IF2، وIF3، والتي تساعد على تجميع مجمع بدء. ويمكن توقع حدوث تغيرات في الآلية.
يحتوي الريبوسوم على ثلاثة مواقع نشطة: الموقع A، والموقع P، وموقع E. الموقع A هو نقطة الدخول لـ أمينواسيل الحمض الريبي النووي النقال (باستثناء أول أمينواكيل الحمض الريبي النووي النقال، الذي يدخل في موقع P). موقع P هو المكان الذي يتم تشكيله في الريبوسوم الريبتيديل. وموقع E الذي هو موقع الخروج من الحمض الريبي النووي النقال غير مشحون الآن بعد أن يعطي الأحماض الأمينية لسلسلة الببتيد المتنامية.
يعتمد اختيار موقع البدء (عادةً ما يكون كودون AUG) على التفاعل بين الوحدة الفرعية 30S و قالب mRNA. الوحدة الفرعية 30S يربط إلى قالب مرنا في منطقة غنية البيورين (تسلسل شاين دالغارنو) المنبع من رامزة بدء AUG. تسلسل شاين دالغارنو مكمل لمنطقة غنية بيريميدين على مكون 16S rRNA من الوحدة الفرعية 30S. وقد تم الحفاظ على هذا التسلسل تطوريا ويلعب دورا رئيسيا في العالم الميكروبي الذي نعرفه اليوم. أثناء تشكيل مجمع البدء، هذه تسلسلات النيوكليوتيدات التكميلية الزوج لتشكيل بنية الحمض النووي الريبي مزدوجة التي تقطعت بها السبل التي تربط مرنا إلى الريبوسوم في مثل هذه الطريقة التي يتم وضع رامزة بدء في موقع P.
مناطق الترميز المعروفة التي ليس لديها رامزة بدء AUG هي تلك من lacI (GUG) وlacA (UUG) في إوبرون الليك الإشريكية القولونية. وقد أظهرت دراستان بشكل مستقل أن 17 أو أكثر من غير أوج أوج بدء codons قد تبدأ الترجمة في الإشريكية القولونية.

## استطالة
ممدود سلسلة الببتيد ينطوي على إضافة الأحماض الأمينية إلى نهاية الكربوكسيل من سلسلة النمو. يخرج البروتين المتنامي من الريبوسوم من خلال نفق الخروج من البوليبتيد في الوحدات الفرعية الكبيرة.
تبدأ عملية الإطالة عندما يدخل fMet-tRNA إلى موقع P، مما يتسبب في تغيير في التشكل يفتح الموقع A لربط أمينواكيل-رن. ويسهل هذا الربط من قبل عامل التملّح-تو (EF-Tu)، وهو GTPase صغير. للتعرف السريع والدقيق على الـ tRNA المناسب، يستخدم الريبوسوم تغييرات كبيرة في التشكل (تدقيق المواصفات). الآن يحتوي الموقع P على بداية سلسلة الببتيد للبروتين ليتم ترميزها ويحتوي الموقع A على الأحماض الأمينية التالية التي سيتم إضافتها إلى سلسلة الببتيد. يتم فصل البوليبتيد المتزايد المتصلة إلى رنا في موقع P من الـ tRNA في موقع P ويتم تشكيل رابطة الببتيد بين الأحماض الأمينية الأخيرة من البوليبتيد والأحماض الأمينية التي لا تزال تعلق على الـ tRNA في الموقع A. هذه العملية، والمعروفة باسم تشكيل السندات الببتيد، هو محفزة من قبل ريبوزيم (RNA 23S ريبوزوم في الوحدة الفرعية الريبوسية 50S). الآن، يحتوي الموقع A على الببتيد الذي تم تشكيله حديثًا، في حين يحتوي موقع P على tRNA غير مشحون (tRNA بدون أحماض أمينية). الببتيد التي شكلت حديثا في موقع TRNA يعرف باسم ثنائي ببتيد والتجمع كله يسمى dipeptidyl-tRNA. ومن المعروف أن tRNA في موقع P ناقص الأحماض الأمينية أن يكون ينزع الأسيل. في المرحلة الأخيرة من استطالة، ودعا النقل، ورنا ينزع الأسيل (في موقع P) و ثنائي ببتيدل -tRNA (في الموقع A) جنبا إلى جنب مع codons المقابلة لها الانتقال إلى مواقع E و P، على التوالي، رامزة جديدة يتحرك في الموقع A. هذه العملية تحفزها عامل الاتم G (EF-G). يتم تحرير الـ trna في موقع E من الريبوسوم خلال احتلال الموقع A التالي بواسطة أميناسيل-رنا مرة أخرى التي سهلتها EF-Tu.]
الريبوسومات لا تزال تترجم codons المتبقية على مرنا كما أكثر أمينواسيل- TRNA ربط إلى موقع A, حتى الريبوسوم يصل إلى رامزة وقف على مرنا (UAA, UGA, أو UAG).
تعمل آلات الترجمة ببطء نسبيًا مقارنة بأنظمة الإنزيم التي تحفز تكرار الحمض النووي. يتم تصنيع البروتينات في البكتيريا بمعدل 18 بقايا حمض أميني فقط في الثانية الواحدة، في حين أن الجسيمات المكررة البكتيرية توليف الحمض النووي بمعدل 1000 نوكليوتيدات في الثانية الواحدة. ويعكس هذا الاختلاف في معدل، جزئيا، الفرق بين البلمرة أربعة أنواع من النيوكليوتيدات لجعل الأحماض النووية وبليمرة 20 نوعا من الأحماض الأمينية لجعل البروتينات. اختبار ورفض جزيئات أمينواكيل-رن لا صحة يستغرق وقتا ويبطئ تخليق البروتين. في البكتيريا، يحدث بدء الترجمة بمجرد تصنيع نهاية 5 'مرنا، والترجمة والنسخ مقرونة. وهذا غير ممكن في النوى لأن النسخ والترجمة تتم في مقصورات منفصلة من الخلية (النواة والسيتوبلازم).

## إنهاء
يحدث الإنهاء عند نقل أحد codons إنهاء ثلاثة إلى موقع A. لا يتم التعرف على هذه رامزة من قبل أي tRNAs. بدلا من ذلك، يتم التعرف عليها من قبل البروتينات تسمى عوامل الإفراج، وهي RF1 (الاعتراف UAA وUAG وقف كودونس) أو RF2 (الاعتراف UAA وUGA وقف كودونس). هذه العوامل تؤدي إلى التحلل المائي للسندات استر في الببتيديل-tRNA والإفراج عن البروتين توليفها حديثا من الريبوسوم. وهناك عامل ثالث للإطلاق RF-3 يحفز على إصدار RF-1 وRF-2 في نهاية عملية الإنهاء.

## إعادة التدوير
مجمع ما بعد الإنهاء التي شكلتها نهاية الخطوة إنهاء يتكون من مرنا مع إنهاء كودون في موقع A, trna غير مشحونة في موقع P, والريبوسوم 70S سليمة. خطوة إعادة تدوير الريبوسوم هي المسؤولة عن تفكيك مجمع الريبوسوم بعد الإنهاء. بمجرد إطلاق البروتين الوليد في الإنهاء، عامل إعادة تدوير الريبوسوم وعامل الإطالة G (EF-G) وظيفة لإطلاق مرنا وترنا من الريبوسومات وفك الريبوسوم 70S في الوحدات الفرعية 30S و 50S. IF3 ثم يحل محل رنا deacylated الإفراج عن مرنا. جميع المكونات الترجمة الآن مجانية لجولات إضافية من الترجمة.
اعتمادا على الـ tRNA، قد يقوم IF1-IF3 أيضاً بإعادة التدوير.

## تعدد الأشكال
تتم الترجمة بأكثر من ريبوسوم واحد في وقت واحد. بسبب الحجم كبيرة نسبيّا من [ريبوسمس]، هم يستطيع فقط ربطت إلى موقعات على [مرني] 35 نوكليوتيدات بعيدًا. يسمى مجمع مرنا واحدة وعدد من الريبوسومات بوليوم أو البولي تريبوزوم.

## تنظيم الترجمة
عندما الخلايا البكتيرية نفاد المواد الغذائية، فإنها تدخل مرحلة ثابتة و نقص متحكم فيه تخليق البروتين. تتوسط عدة عمليات هذا الانتقال. على سبيل المثال، في الإشريكية القولونية، 70S الريبوسومات شكل 90S التمرمات عند ربط مع بروتين 6.5 كيلو ادا، الريبوسوم عامل التعديل RMF. هذه الدايبوسات الوسيطة يمكن أن تربط فيما بعد عامل تعزيز السبات (البروتين 10.8 كيلو Da، HPF) جزيء لتشكيل جسيمات 100S الريبوسومية الناضجة، والتي يتم فيها إجراء واجهة التمين من قبل اثنين من الوحدات الفرعية 30S من الريبوسومات المشاركة. تمثل خافمات الريبوسوم حالة السبات وهي غير نشطة ترجمة. البروتين الثالث الذي يمكن أن يرتبط بالريبوسومات عندما تدخل خلايا الإشريكية القولونية المرحلة الثابتة هو YfiA (المعروف سابقًا باسم RaiA). HPF وYfiA متشابهة هيكليا، وكلا البروتينات يمكن أن ترتبط إلى الحفاز A-وP-مواقع الريبوسوم. RMF كتل الريبوسوم ملزمة لمرنا عن طريق منع التفاعل بين رسول مع 16S rRNA. عندما يرتبط إلى الريبوسومات يتداخل ذيل C-المحطة الطرفية من E. coli YfiA مع ربط RMF، وبالتالي منع التمرم ويؤدي إلى تشكيل ريبوسومات أحادية اللون غير نشطة ترجمة 70S.

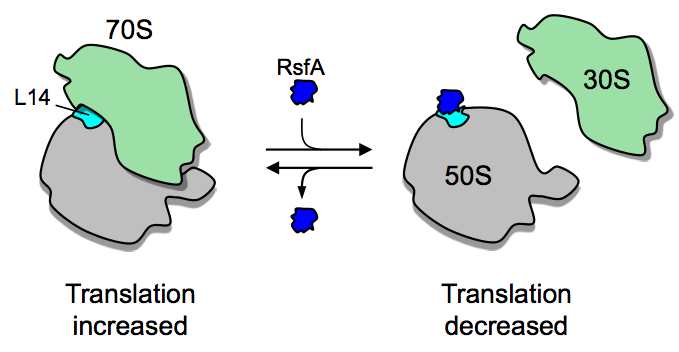
آلية من الريبوزوم الفرعية تفكك بواسطة RsfS (= RsfA). RsfS تعطيل الترجمة عندما الخلايا starve ("S") وبالتالي قصيرة على الأحماض الأمينية.
بالإضافة إلى الريبوسومات التمائية، يمكن حظر الانضمام إلى الوحدات الفرعية الريبوسومية اثنين من قبل RsfS (سابقا تسمى RsfA أو YbeB). [21] يربط RsfS إلى L14، وهو بروتين من الوحدة الفرعية الريبوسومية الكبيرة، وبالتالي يمنع الانضمام إلى الوحدة الفرعية الصغيرة لتشكيل ريبوسوم 70S وظيفية، وإبطاء أو عرقلة الترجمة تماما. توجد بروتينات RsfS في جميع البكتيريا تقريبا (ولكن ليس الجراثيم العتيقة) و مطابق موجودة في الميتوكوندريا والكلورات (حيث تسمى C7orf30 و iojap، على التوالي). ومع ذلك، فإنه لا يعرف حتى الآن كيف يتم تنظيم التعبير أو نشاط RsfS.
عامل آخر للريبوسومات والتفكك في الإشريكية القولونية هو HflX، سابقًا GTPase وظيفة غير معروفة. وقد أظهر تشانغ وآخرون (2015) أن HflX هو عامل انقسام الريبوسوم الناجم عن الصدمة الحرارية والقادر على فصل الريبوسومات الشاغرة وكذلك الريبوسومات المرتبطة بميرا رنا. يرتبط المجال المطراف النتروجيني المستجيب من HflX إلى مركز بيبتيديل ترانسفيراز بطريقة مشابهة بشكل لافت للنظر كما هو الحال في الفئة I الإفراج عن العوامل ويحفز تغييرات مثيرة في التشكلات في الجسور intersubunit المركزية، وبالتالي تعزيز تفكك الوحدة الفرعية. وفقا لذلك، فقدان HflX يؤدي إلى زيادة في الريبوسومات المتوقفة على الصدمة الحرارية وربما ظروف الإجهاد الأخرى.

## تأثير المضادات الحيوية
مادة رئيسيّة: بروتين توليف مثبط
العديد من المضادات الحيوية ممارسة عملها من خلال استهداف عملية الترجمة في البكتيريا. أنها تستغل الاختلافات بين آليات الترجمة بدائية النواة وحقيقية النواة لمنع انتقائي تخليق البروتين في البكتيريا دون التأثير على المضيف.